# 津軽暖流

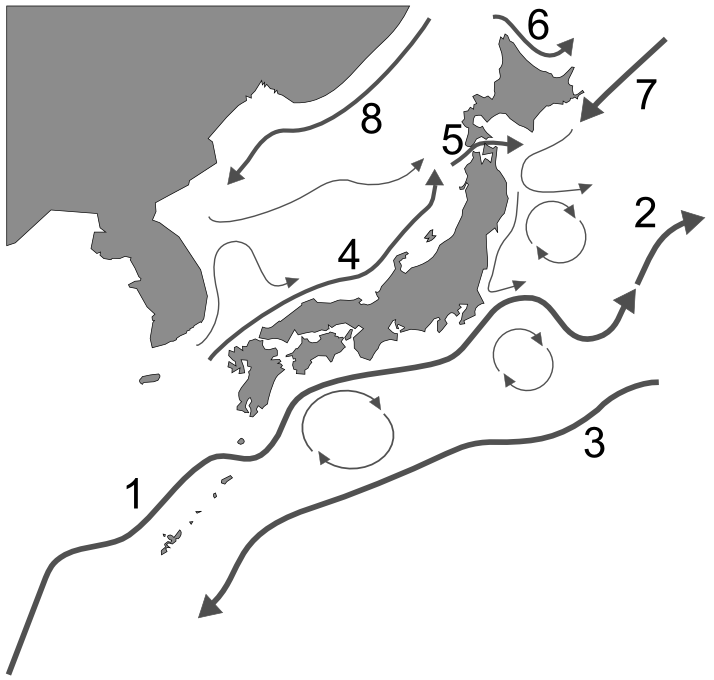
日本列島近海の海流
1. 黒潮 2.黒潮続流 3.黒潮反流 4.対馬暖流 5.津軽暖流 6.宗谷暖流 7.親潮 8.リマン（Liman）寒流

津軽暖流 （つがるだんりゅう、英: Tsugaru Warm Current）とは津軽海峡を西から東へ流れる海流のこと。津軽海流（つがるかいりゅう）とも呼ばれる。

## 概要
対馬海流は津軽海峡西口で二分し、津軽海峡を抜けるものを津軽暖流、そのまま北海道沿岸を北上し宗谷海峡を抜けるものを宗谷暖流という。津軽暖流の流量は対馬海流の7割以上で年平均流量は約200万立方メートル毎秒と見積もられている。駆動力は日本海と太平洋の間の水位差であり、日本海側の水位が1年を通じて数十センチメートル高いが、なぜ水位差が生じるのか、その物理的原因についてはまだよくわかっていない。
冬季には、海峡を抜けてからすぐ日本列島沿岸を南下する場合が多く、夏季には襟裳岬の南西約74キロメートル付近の太平洋まで達してから南下する場合が多い。流速は1 - 3ノットで、冬季よりも夏季のほうが比較的強い流れとなっている。また、潮汐による潮位差は、太平洋は大きく日本海は少ないため、その影響により時刻による流速の変動も大きくなっている。
水温は冬でも7℃以上で、盛夏には22℃まで上がることがある。中央部の塩素濃度は年間を通じて18.75パーミル以上で、塩分濃度は33.9パーミル以上。津軽海峡の最も浅い水深は130メートルほどなので津軽暖流の厚さも200メートルほどでその下には親潮系冷水が入り込んでいる。

## 潮筋
元文2年に江戸幕府の金山や銀山の調査で渡道した坂倉源次郎の「北海随筆」によると潮筋は青森県側から竜飛、中ノ汐、白神（白髪）の3つ存在しているとしている。島谷良吉の「津軽海峡の史的研究」（昭和19年）にはその詳細を下記の通り解説している。
- 竜飛 - 対馬海流から別れた海流が直接海峡に流入したもので、大間町や佐井村方面に向かう。
- 中ノ汐 - 海峡中央部を流れる。太平洋側の潮流の影響で竜飛の一部が逆流し海峡内に侵入または親潮の一部が侵入してくる潮筋。
- 白神（白髪）- 海峡に入らずそのまま北上するが、途中でUターンし、白神岬の西陸棚を伝い、海峡の北側を流れ、汐首岬方面へ東へ流れる。

特に汐首岬付近は津軽暖流と親潮がぶつかり合い海洋気象も含め複雑になっている。アメリカ海洋大気庁 (NOAA) の衛星観測データ (TIROS-N/NOAA) などによると海峡東口は例年夏から秋にかけて渦ができる。これを渦モードと呼ぶ。

## 地形への影響
北海道函館市の函館山を陸繋島とし、亀田半島にある函館段丘の千代台の縁の間に形成された陸繋砂州（トンボロ）の形成要因の一つになっている。